# Krontorp, Mariestad

Krontorp är en stadsdel i nordöstra Mariestad, mellan vattentornet och E20. 
I Krontorp finns bland annat en livsmedelsaffär och ett par andra affärsbyggnader med över tiden skiftande användning. Mitt emot livsmedelsaffären går vägen från Mariestad till Töreboda, och även anslutande av- och påfart till E20.
Stadens ambulansstation finns sedan några år i Krontorp, och inte långt därifrån även en fotbollsplan, Krontorps IP, som används som försäsongsplan åt Mariestads BK. Även Mariestads brukshundsklubb har sin anläggning i närheten av Krontorps IP.